# Stigma
La stigma (Ϛ) és una unió de les minúscules gregues sigma (σ) i tau (τ), que fou usada en l'alfabet grec entre l'edat mitjana i el segle XIX. També fou usada com a numeral per representar el nombre sis. És la continuació de la lletra digamma, utilitzada com a numeral des de l'antiguitat. No s'ha de confondre amb la forma de la minúscula sigma utilitzada a finals d'una paraula que té quasi la mateixa forma: ς.

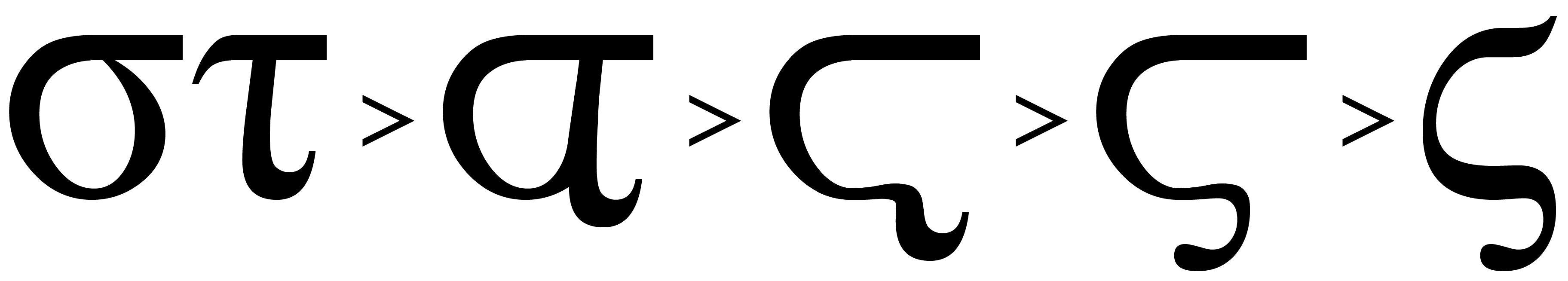
Evolució de la lligadura

S'utilitza en grec medieval per escriure el nombre de la bèstia de L’Apocalipsi que és en numeració grega χξϛʹ (khi, xi, stigma), o 666 en xifres àrabs.